# Massacre d'Avranches

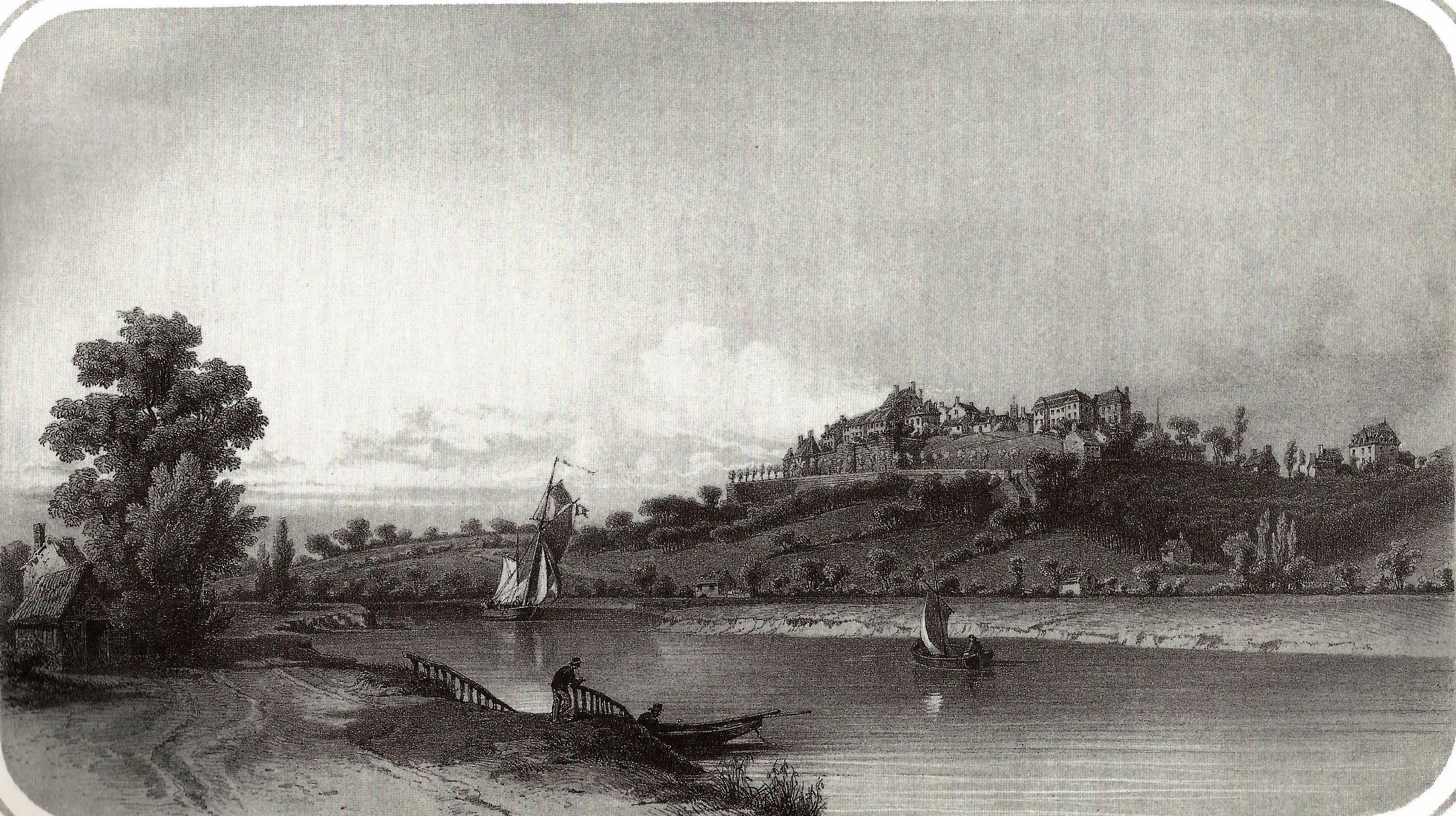
Vista d'Avranches el 1856 (Thoma Drake)

La massacre d'Avranches va ser l'afusellament de 800 presoners de la Vendée per part de les tropes republicanes els dies 21 i 22 de novembre de 1793 a Avranches durant la guerra de Vendée.

## Context
Durant la Gir de Galerna, els Vendéans de l'exèrcit catòlic i reial, reforçats per voluntaris bretons i gent del Comtat del Maine, van entrar a Normandia amb la intenció d'atacar el port de Granville. El 13 de novembre, venint de Dol-de-Bretagne i Pontorson, van marxar cap a Avranches. El districte va ordenar que el pont de Ville Chérel fos destruït, però l'ordre no es va dur a terme. Les autoritats republicanes van reunir entre 5.000 i 6.000 pagesos de les comunitats rurals dels voltants, però aquests, desarmats, es van dispersar a la vista dels genets de la Vendée. La ciutat va ser presa gairebé sense lluita per l'exèrcit de la Vendée, que va poder així trobar provisions.
La majoria dels membres de l'administració republicana van fugir, però uns quants, així com alguns soldats, van ser fets presoners i empresonats, mentre que els sospitosos empresonats abans de l'arribada dels Vendéans van ser alliberats pel general Marigny. Aquest últim, inclòs l'ex-alcalde Louis-Jules Boessel-Dubuisson, va intercedir en nom dels patriotes i va demanar la seva llibertat, cosa que va ser concedida. Els pocs presoners republicans també foren alliberats contra la promesa de no lluitar més contra els reialistes; tenen els cabells esquilats per ser reconeguts si traïen el seu jurament. Tanmateix, es van cometre diversos actes de saqueig per part dels revoltats i dos homes van ser afusellats.
A partir del dia 14, reforçats per un petit nombre d'habitants que s'hi van unir, els Vendeans van continuar la marxa cap a Granville. Van deixar els ferits i els malalts a Avranches, tractats a l'església, així com les dones i els nens, protegits per una rereguarda comandada per Royrand i Fleuriot.
El 14 de novembre, els Vendéans van atacar Granville, però van abandonar el setge l'endemà i es van retirar a Avranches. Van tornar a Pontorson el 18 de novembre, perseguits per 6.000 homes de l'exèrcit de les costes de Cherbourg, que partiren de Caen, a les ordres del general Sepher i del representant a la missió Laplanche.

## Procés
Afusellaments des del camp de Lansoudière el 21 de novembre

El 21 de novembre, mentre els Vendéans i els republicans s'enfrontaven a la batalla de Dol, les tropes del general Sepher van entrar a Avranches. L'administració local va tornar immediatament a la vila, però va temer que els representants en missió ordenessin incendiar-la, d'acord amb el decret de l'1 de novembre de la Convenció Nacional que ordenava lliurar qualsevol poble presa pels Vendéans sense haver-se resistit a les flames. El representant en missió Jean-Baptiste Le Carpentier acusa la població de covardia o traïció i escriu:
| « | «Uns dies més, conciutadans, i espero anunciar-vos l'aniquilació de la nova Vendée de la Manche i cremar, si és necessaris, els infames Avranches.» | » |

Tan bon punt se'ls va informar que els Vendéans havien deixat a l'hospital entre 55 i 60 de la seva gent, ferits o malalts, la primera mesura de l'administració va ser ordenar-ne l'execució. Aquests últims van ser portats al camp de Lansoudière i els van disparar.

El 16 de desembre, els administradors van escriure al Comitè de Seguretat Pública:
| « | "Tan aviat ens van informar que l'exèrcit canalla havia evacuat la ciutat, ens vam afanyar a tornar i reprendre les nostres funcions. Una de les nostres primeres accions va ser disparar entre 55 i 60 d'aquests canalla, que estaven a l'hospital. Ens hem ocupat, sense perdre temps, amb els mitjans de descobrir i lliurar a l'espasa de la llei aquests éssers covards i pèrfids que, sense tenir el coratge d'incorporar-se a l'horda fanàtica, han compartit els seus crims assenyalant-li patriotes, saquejar i matar" | » |

També van escriure al representant a la missió Bouret:
| « | "Vam reprendre les nostres funcions immediatament després de la retirada de l'exèrcit canalla; ens van disparar una seixantena i s'atreveixen a incriminar-nos! N'hi ha prou, doncs, amb dedicar-se sense reserves al servei de la República per esdevenir objecte d'odi i persecució dels intrigants?" | » |

## Afusellaments a la plana de Changeons el 22 de novembre
Per la seva banda, el representant Laplanche va ordenar aleshores a les tropes pentinar la ciutat i els seus voltants a la recerca de rezagats de l'exèrcit de la Vendée. En poques hores, els republicans van fer 800 presoners.
El novembre de 225, els captius, la majoria ferits o malalts, van ser traslladats a l'altiplà de Changeons —o Champ-Jonc—, on tres batallons els van envoltar, van obrir foc i van continuar disparant durant més d'una hora fins a l'«extermini complet.
El representant Laplanche va escriure al Comitè de Seguretat Pública el mateix dia:
| « | "Quan ahir vam arribar aquí, vam trobar molts rebels que s'havien quedat enrere i als quals la nostra inesperada arribada a aquesta comuna no els va donar temps de fugir. Se'ls ha dut a terme la venjança nacional i ja no se'n parla. Entre ells hi havia una dona que havia buscat aixopluc en una fonda, amb el pretext de malaltia. La vam sorprendre amb 19 louis, tant en or i plata com en assignat, però en petit nombre, que es van repartir als republicans que la van descobrir i detenir." | » |

Els dies següents es van continuar organitzant batudes, diversos habitants del districte sospitosos d'haver-se unit als Vendéans van ser empresonats, alguns van ser assassinats. Diversos fugitius van ser trobats ofegats intentant travessar la Sélune, altres van ser afusellats per la Comissió Le Carpentier.

## Pèrdues humanes
Les execucions del 21 de novembre al camp de Lansoudière van deixar una seixantena de morts segons els administradors d'Avranches. Per a les execucions del 22 de novembre a Changeons, François-Joseph Grille va escriure el 1841 que 800 persones van ser afusellades per ordre del representant Laplanche. Aquesta xifra també la prenen Émile Gabory i Félix Jourdan.